# Brochocin (Złotoryja)
Pour les articles homonymes, voir Brochocin.
Brochocin est une localité polonaise de la gmina de Zagrodno, située dans le powiat de Złotoryja en voïvodie de Basse-Silésie.